# Gerhard Graf von Schwerin

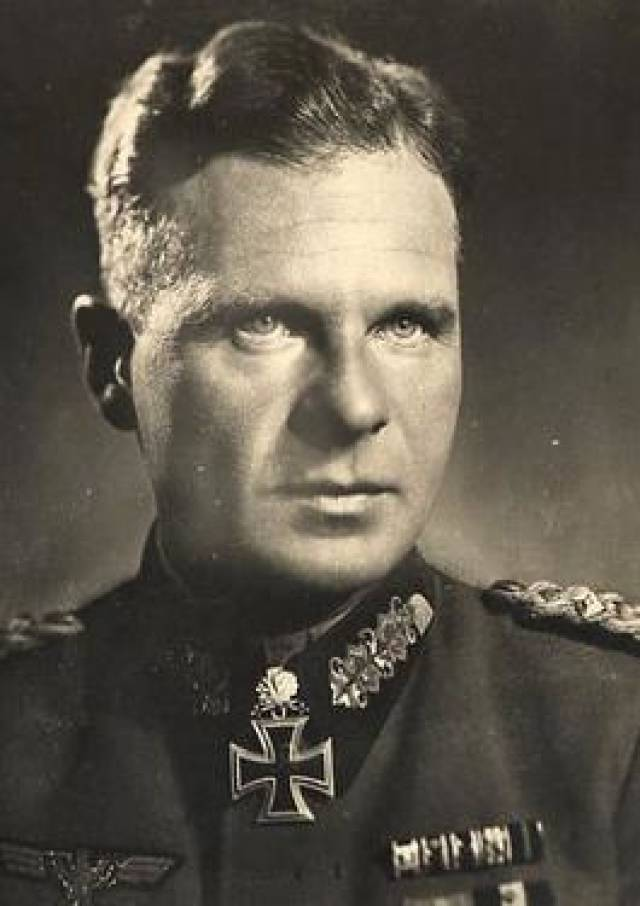
General der Panzertruppe, Graf von Schwerin

Gerhard (Gerd) Helmut Detloff Graf von Schwerin (* 23. Juni 1899 in Hannover; † 29. Oktober 1980 in Tegernsee, Oberbayern) war ein deutscher General der Panzertruppe im Zweiten Weltkrieg. Er wurde 1950 zum „Berater für Militär- und Sicherheitsfragen“ verpflichtet. Ihm kommt eine Schlüsselrolle in der Wiederbewaffnung der Bundesrepublik Deutschland unter Konrad Adenauer zu.

## Leben
Graf Schwerin wurde als jüngstes von sechs Kindern von Kurt Detloff von Schwerin, damals Polizeipräsident in Hannover und später Regierungspräsident in Köslin, geboren. Die Mutter des Gerd von Schwerin war Anna von Puttkamer (* 1860; † 1945). Er gehörte dem Adelsgeschlecht von Schwerin an, einer Familie des mecklenburgischen und pommerschen Uradels mit langer militärischer Tradition. Sein älterer Bruder war der spätere Journalist und Politiker Eberhard. Bereits im Alter von acht Jahren verlor er seinen Vater und wuchs danach praktisch als Einzelkind auf. Nach dem Besuch der Gymnasien in Köslin und Anklam trat er Ostern 1912 im Alter von 12 Jahren in die Kadettenanstalt in Köslin ein und wechselte im Jahr darauf an die Hauptkadettenanstalt Lichterfelde.
Bei Ausbruch des Ersten Weltkriegs kam der Obersekundaner als Fahnenjunker zum 2. Garde-Regiment zu Fuß und war zunächst beim Berliner Ersatzbataillon des Regiments in der Rekrutenausbildung tätig. Auf eigenen Wunsch wurde er Anfang Mai 1915 zum kämpfenden Teil des Regiments nach Galizien versetzt und war dort zunächst als Ordonnanz bei Bataillonsstäben tätig. Kurz vor seinem 16. Geburtstag erhielt er im Juni 1915 das Offizierspatent und wurde zum Leutnant befördert. Im weiteren Verlauf des Krieges war er an der Ost- und Westfront Zugführer und Kompaniechef in den MG-Kompanien des Regiments und zuletzt (ab Juli 1918) Bataillonsadjutant im Rang eines Oberleutnants. Nach einer Verwundung am 26. September 1918 verbrachte Graf Schwerin die Wochen unmittelbar vor Kriegsende im Berliner Elisabeth-Krankenhaus.
Er wurde danach als Leutnant in das Reichsheer übernommen und diente in verschiedenen Freikorps, darunter dem Generalkommando „Lüttwitz“ und der Garde-Kavallerie-Schützen-Division. 1920 schied er aus dem Heer aus.
Nach einer kaufmännischen Lehre bei der Kaffeehandels-AG in Bremen und einer Stellung als Leiter der Transportabteilung der AG für Petrol-Industrie in Berlin kehrte Schwerin im Sommer 1923 in die Reichswehr zurück. Zunächst kam er in das 1. (Preußische) Infanterie-Regiment nach Königsberg, später zum 3. Infanterie-Regiment und 1931 schließlich zum 18. Infanterie-Regiment in Paderborn.
Am 1. Mai 1933 erfolgte seine Beförderung zum Hauptmann. Nach einer zweijährigen Generalstabsausbildung an der Berliner Kriegsakademie wurde er im Oktober 1935 nach Bremen in den Stab der neuaufgestellten 22. Infanterie-Division versetzt. Nach der Beförderung zum Major i. G. übernahm er am 1. Oktober 1938 die Leitung der Gruppe „USA/England“ der Abteilung „Fremde Heere West“ beim Oberkommando des Heeres und wurde in dieser Stellung am 1. April 1939 zum Oberstleutnant befördert. Nach Kritik an Adolf Hitler wurde er aus dem Generalstab entfernt.

### Zweiter Weltkrieg
Im Oktober 1939 übernahm er das I. Bataillon des motorisierten Infanterie-Regiments „Großdeutschland“. Im Februar 1940 wurde er vertretungsweise dessen Regimentskommandeur. Während des Westfeldzuges kämpfte sein Regiment zunächst in Belgien im Gebiet von Nives, Witry und Neufchâteau, später in Frankreich an der Somme.
Nach Untersuchungen Anfang des 21. Jahrhunderts war seine Truppe hier an mindestens zwei Massakern beteiligt. Zahlreiche unbewaffnete schwarzafrikanische Angehörige der französischen Armee, sogenannte Tirailleurs sénégalais, die sich bereits ergeben hatten, wurden dabei ermordet. Belegt sind zwei Massaker an schwarzafrikanischen Soldaten und ihren europäischen Offizieren. Am 10. Juni 1940 wurden mindestens 150 Tirailleurs im Raum Erquinvillers auf dem Marsch nach Montdidier ermordet (siehe 24e régiment de tirailleurs sénégalais). Am 19. und 20. Juni 1940 kam es zu einer Serie von Massakern im Raum Chasselay, bei denen das Regiment und die SS-Division Totenkopf etwa 100 Tirailleurs und ihre Offiziere ermordeten. Die Opfer wurden 1942 auf einem eigens errichteten Ehrenfriedhof bestattet.
Im Frühjahr 1941 wurde Schwerin als Führer des Regimentsstabs z. b. V. 200 nach Nordafrika versetzt. Im April 1941 unternahm eine von ihm geführte deutsch-italienische Abteilung, die sogenannte „Kampfgruppe Schwerin“, einen langen Aufklärungsvorstoß in den Fezzan und legte dabei 2000 km zurück. Die „Kampfgruppe Schwerin“ konnte die Oase Mechili einnehmen und über 2.000 Briten gefangen nehmen, darunter zwei Generäle (siehe Belagerung von Tobruk). Anschließend wurde Schwerin Kommandeur des Panzer-Regiments 5 der 5. Leichten Division, das er kurzzeitig in den Kämpfen in Libyen führte, bevor er in die Führerreserve versetzt wurde.
Am 1. August 1941 wurde er zum Oberst befördert und im gleichen Monat Kommandeur des Infanterie-Regiments 76 (mot.) der 20. Infanterie-Division (mot.) an der Ostfront. Dort bewährte er sich in Angriff und Verteidigung am Wolchow, bei Schlüsselburg, an der Newa sowie bei Leningrad und erhielt am 17. Januar 1942 das Ritterkreuz des Eisernen Kreuzes. Zwischenzeitlich war er mit der Führung der 254. Infanterie-Division beauftragt. Am 23. Juli 1942 übernahm er den Befehl über die 8. Jäger-Division.
Im Oktober 1942 wurde Schwerin zum Generalmajor befördert. Ab November 1942 befehligte er die 16. Infanterie-Division (mot.), die im Südabschnitt der Ostfront bei der 4. Panzerarmee eingesetzt war. Mit diesem Verband kämpfte er im Raum südlich von Stalingrad. Dort war seine Division das einzige Bindeglied zwischen den Truppen vor Stalingrad im Norden und der Heeresgruppe A im Kaukasus. Im Frühjahr 1943 wurde die Division nach schweren Verlusten aus der Front gezogen und aufgefüllt und im Juni 1943 zur Panzergrenadierdivision umgegliedert. Anschließend wurde die Division wieder der Heeresgruppe Süd unterstellt. Am 17. Mai 1943 erhielt Schwerin für die Leistungen seiner Division während der Rückzugskämpfe das Eichenlaub zum Ritterkreuz. Es folgten verlustreiche Gefechte bei Isjum, Slowjansk, Stepanowsk und Kriwoi Rog. Für diese erhielt Schwerin am 4. November 1943 die Schwerter zum Eichenlaub des Ritterkreuzes. Im März 1944 wurde die Division im Raum Uman zerschlagen. Ihre Reste wurden nach Frankreich verlegt, wo aus diesen unter Schwerins Kommando die 116. Panzer-Division gebildet wurde.
Als am 6. Juni 1944 amerikanische, britische, französische und kanadische Streitkräfte in der Normandie landeten (siehe Operation Overlord), lag Schwerins 116. Panzerdivision nördlich von La Roche-Guyon. Bis zum 19. Juli behielt General Hans Speidel die Division im Großraum Paris als Reserve zurück; dann rückte die Division in Richtung Normandie ab. Schwerin wurde am 7. August, während des Unternehmens Lüttich, nach Auseinandersetzungen mit seinem unmittelbaren Vorgesetzten Hans Freiherr von Funck, als Kommandeur der 116. Panzerdivision abgesetzt. Die Division entging dem Kessel von Falaise dann unter der Führung ihres Ersten Generalstabsoffiziers, Heinz Günther Guderian. Schwerin übernahm den Befehl am 23. August 1944 wieder.
Nach verlustreichen Rückzugskämpfen in Frankreich und Belgien erreichte Schwerin mit seiner Division am 12. September 1944 Aachen, das damals evakuiert wurde. Zuvor hatte Reichsführer SS Heinrich Himmler die Evakuierung der Stadt untersagt. Aachen lag zwischen der ersten und zweiten Verteidigungsstellung des Westwalls und war die erste deutsche Großstadt, die von den Alliierten angegriffen wurde. Schwerins Division wurde am 13. September mit der Verteidigung der Stadt beauftragt.
Schon am 14. September wurde Schwerin seines Kommandos enthoben, weil er angeblich die Evakuierung der Bevölkerung behindert habe. Es wurde eine kriegsgerichtliche Untersuchung eingeleitet und Schwerin wurde zunächst, wie es offiziell hieß, zur „Wiederherstellung seiner Gesundheit“ in die Führerreserve versetzt. Das Verfahren gegen ihn wurde im November 1944 mit einer Verwarnung eingestellt.
Nach dem Krieg dankte die Aachener Stadtverwaltung ihm, der die Stadt vor der Zerstörung bewahren wollte, indem sie 1963 eine Straße nach ihm benannte. 1957 durfte Schwerin sich ins Goldene Buch der Stadt eintragen. Der Rat der Stadt Aachen benannte am 22. August 2007 mit großer Mehrheit die Straße in Kornelimünsterweg um (wie die Straße im weiteren Verlauf auch bisher hieß), nachdem ein Gutachten der RWTH Aachen keine Belege für eine „Heldentat“ Schwerins in Aachen gefunden hatte. Hinzu kam der Vorwurf, Schwerin sei dafür verantwortlich gewesen, dass am 13. September 1944 zwei vierzehnjährige Jungen in der Stadt als angebliche Plünderer erschossen wurden.
Anfang Dezember 1944 übernahm Schwerin die 90. Panzergrenadierdivision in Norditalien. Am 26. Dezember 1944 wurde er mit der Führung des LXXVI. Panzerkorps der Heeresgruppe C in Norditalien beauftragt. Am 1. April 1945 wurde er zum General der Panzertruppe befördert unter gleichzeitiger Ernennung zum Kommandierenden General des LXXVI. Panzerkorps. Er geriet am 25. April 1945 in britische Kriegsgefangenschaft und wurde 1947 aus dieser entlassen.

### Nachkriegszeit
Am 24. Mai 1950 wurde Schwerin von der Regierung Adenauer (dem ersten Kabinett nach Gründung der Bundesrepublik Deutschland) als „Berater für Militär- und Sicherheitsfragen“ verpflichtet. Adenauer beauftragte ihn mit der Planung einer „mobilen Bundesgendarmerie“ sowie mit der Bearbeitung von Fragen der Sicherheit der Behörden des Bundes und der Länder. Die Dienststelle Schwerin trug die Tarnbezeichnung „Zentrale für Heimatdienst“ (ZfH). Seit Beginn der Korea-Krise im Juni 1950 forderten vor allem die USA einen deutschen Verteidigungsbeitrag für Westeuropa, der den Plan einer „Bundesgendarmerie“ (Republican Guard) als ineffektiv erscheinen ließ. So wurde die Dienststelle Schwerins zur ersten amtlichen Einrichtung der Bundesrepublik Deutschland, die systematisch alle Fragen eines westdeutschen Militärbeitrages bearbeitete. Schwerin wurde von Adenauer mit der Vorbereitung der Expertenkonferenz vom 5. bis 9. Oktober 1950 beauftragt; diese fasste das Ergebnis einschlägiger Untersuchungen in der (nach dem Tagungsort benannten) Himmeroder Denkschrift zusammen, die grundlegende Planungsvorhaben für die spätere Bundeswehr formulierte. Schwerin selbst war nicht Mitglied der Expertenkonferenz. Dies war der erste Schritt zu einer deutschen Wiederbewaffnung unter Kontrolle der Westmächte. Schwerin kritisierte, Adenauers informelle Beratergruppe ehemaliger Generale diffamiere ausgerechnet diejenigen Offiziere als Landesverräter, die Widerstand gegen das NS-Regime geleistet hatten. Mit der Auflösung der „Zentrale für Heimatdienst“ Ende Oktober 1950 wurde Schwerin von Adenauer entlassen (kurz nachdem Schwerin Journalisten gesagt hatte, dass die Bundesrepublik ein Wehrpflichtgesetz vorbereite).
Die Aufgaben der ZfH übernahm nun das Amt Blank.
Schwerin war in dieser Zeit als CIA-Agent in Westdeutschland tätig.
Als die Bundeswehr entstand, wurde Schwerin wehrpolitischer Berater der FDP im Deutschen Bundestag. Er blieb es bis kurz vor seinem Tod.
In den letzten Monaten seines Lebens litt Schwerin an den Folgen eines Schlaganfalls. Er starb im Krankenhaus Tegernsee und wurde am 7. November 1980 in Rottach-Egern beigesetzt.

## Familie
Gerd von Schwerin heiratete 1925 in Berlin Herta Kannengießer, die Ehe wurde 1928 in Elbing geschieden. In zweiter Ehe heiratete er im September 1930 in Allenstein Jutta Zülch (1903–1974), die älteste Tochter des Allensteiner Oberbürgermeisters Georg Zülch und dessen Ehefrau Karoline geb. von Brincken. Aus dieser Beziehung stammen die Tochter Gabriele, geboren 1932 in Allenstein, und der Sohn Christian, geboren 1939 in Berlin. In den 1940er Jahren wohnte die Familie in Berlin. Gerd von Schwerin hatte drei ältere Brüder, Bernhard, Kurt und Eberhard, die alle eine eigene Familie gründeten. Sein Großvater mütterlicherseits war der Gutsbesitzer und kgl. preuß. Generalmajor Bernhard von Puttkamer.

## Auszeichnungen
- Eisernes Kreuz (1914) II. und I. Klasse[13]
- Ritterkreuz des Königlichen Hausordens von Hohenzollern mit Schwertern[13]
- Verwundetenabzeichen (1918) in Schwarz[13]
- Spange zum Eisernen Kreuz II. und I. Klasse
- Ritterkreuz des Eisernen Kreuzes mit Eichenlaub und Schwertern[14]
  - Ritterkreuz am 17. Januar 1942
  - Eichenlaub am 17. Mai 1943 (240. Verleihung)
  - Schwerter am 4. November 1943 (41. Verleihung)
- Bundesverdienstkreuz 1. Klasse 1977